# سانت لورانس (ويسكونسن)
سانت لورانس (بالإنجليزية: St. Lawrence, Wisconsin)‏ هي بلدة تقع بولاية ويسكونسن في الولايات المتحدة. تبلغ مساحتها 90.6 (كم²)، وترتفع عن سطح البحر 262 م، بلغ عدد سكانها 740 نسمة في عام 2000 حسب إحصاء مكتب تعداد الولايات المتحدة وتصل الكثافة السكانية فيها 8.2 نسمة/كم2.

## وصلات خارجية
- The US50 - Cities and Towns in Wisconsin State
- Wisconsin Cities and Towns, Facts, Map, Flag, Colleges, Government, and More